# Raineria splachnoides
Raineria splachnoides là một loài rêu trong họ Splachnaceae. Loài này được De Not. mô tả khoa học đầu tiên năm 1838.